# بيتر بويل بورتر
بيتر بويل بورتر (بالإنجليزية: Peter Buell Porter)‏ (و. 1773 – 1844 م) هو سياسي من الولايات المتحدة الأمريكية .
وهو عضو في الحزب الجمهوري الديمقراطي .

## التعليم
تعلم في جامعة ييل.